# Port lotniczy São Jorge
Port lotniczy São Jorge (IATA: SJZ, ICAO: LPSJ) – port lotniczy położony 6 kilometrów na północny zachód od miejscowości Velas i 28 kilometrów na południowy wschód od miejscowości Calheta, na wyspie São Jorge, na Azorach.

## Linie lotnicze i połączenia
| Linia Lotnicza  | Kierunek                     |
| --------------- | ---------------------------- |
| SATA Air Açores | 1. Ponta Delgada 2. Terceira |